# ヒボタン
ヒボタン（緋牡丹、Gymnocalycium mihanovichii ）は、ギムノカリキウム属の緋色のサボテンの一群。園芸品種が多くある。

## 概要
ボタンギョク（牡丹玉、G. mihanovichii）の実生から見出された緋赤色の個体をもとに作出された。ズイウンマル（瑞雲丸、G. mihanovichii）やスイコウカン（翠晃冠、G. anisitsii）なども交配親になっている。まだらに葉緑素が残っていたり葉緑素は全体に見られるが緋牡丹に特徴的な色合いがはっきりと見られるものは緋牡丹錦(ひぼたんにしき)という。
扁平な球形で稜があり、品種によって稜の数が異なる。葉緑体をもたないのが特徴で、体色は緋赤色からピンクまである。花色はピンクまたは白色。葉緑体を欠くため光合成ができず、サンカクチュウ類 （Hylocereus spp.）など別属の柱状サボテンを台木として、その先端に接木した状態で鉢植えが流通する。原産地はパラグアイで、日本で改良された。